# Saint-Chély-d'Apcher
 Saint-Chély-d'Apcher  es una población y comuna francesa, situada en la región de Languedoc-Rosellón, departamento de Lozère, en el distrito de Mende. Es el chef-lieu del  cantón de Saint-Chély-d'Apcher.

## Demografía
| 4757 | 5016 | 4624 | 4726 | 4570 | 4316 |
| Para los censos de 1962 a 1999 la población legal corresponde a la población sin duplicidades (Fuente: INSEE [Consultar]) |      |      |      |      |      |